# إيليا بروزوفيتش
إيليا بروزوفيتش مواليد 26 مايو 1991 في كرواتيا، هو لاعب كرة يد كرواتي يلعب كمحور. يلعب حاليا مع نادي كيل لكرة اليد ويحمل الرقم 34. مثل منتخب كرواتيا لكرة اليد. شارك في دورة الألعاب الأولمبية الصيفية سنة 2016.

## سجل المنافسة
شارك في البطولات التالية:
- بطولة العالم لكرة اليد للرجال 2015
- بطولة أوروبا لكرة اليد للرجال 2016
- الألعاب الأولمبية الصيفية 2016

## الإنجازات
- الدوري الكرواتي لكرة اليد (4): 2011-12، 2012-13، 2013-14. 2014-15
- دوري الجنوب الشرقي لكرة اليد (1): 2012–13

## روابط خارجية
- إيليا بروزوفيتش على موقع الاتحاد الأوروبي لكرة اليد (الإنجليزية)
- إيليا بروزوفيتش على موقع نادي كيل لكرة اليد (الألمانية)
- إيليا بروزوفيتش على موقع أوليمبيديا (الإنجليزية)